# Lama chante Brel
Albums de Serge Lama
Palais des congrès 79
(1979) Souvenirs... Attention... Danger !
(1980)
Lama chante Brel est un album studio de Serge Lama sorti en 1979 chez Philips. Ce disque constitué de reprises de chansons de Jacques Brel fut réalisé et vendu au profit de la recherche contre le cancer.

## Titres
Les textes sont de Jacques Brel.
| 1.  | J'arrive                                            | Jacques Brel, Gérard Jouannest                            | 5:10 |
| 2.  | Le Prochain Amour (a)-Ne me quitte pas (b) (medley) | Gérard Jouannest (a) - Jacques Brel, Gérard Jouannest (b) | 4:05 |
| 3.  | Les Bourgeois                                       | Jean Corti                                                | 2:35 |
| 4.  | Dors ma mie                                         | Jacques Brel, François Rauber                             | 3:15 |
| 5.  | On n'oublie rien                                    | Gérard Jouannest                                          | 3:05 |
| 6.  | Il pleut "les carreaux"                             | Jacques Brel, Glen Powell                                 | 3:40 |
| 7.  | La Fanette                                          | Jacques Brel                                              | 5:00 |
| 8.  | L'Homme dans la cité                                | Jacques Brel, François Rauber                             | 2:30 |
| 9.  | Les Biches                                          | Gérard Jouannest                                          | 3:10 |
| 10. | Le Plat Pays                                        | Jacques Brel                                              | 2:50 |